# Xã Rush, Quận Centre, Pennsylvania
Xã Rush (tiếng Anh: Rush Township) là một xã thuộc quận Centre, tiểu bang Pennsylvania, Hoa Kỳ. Năm 2010, dân số của xã này là 4.008 người.